# Stepan Zorian
Pour les articles homonymes, voir Rostam (homonymie).

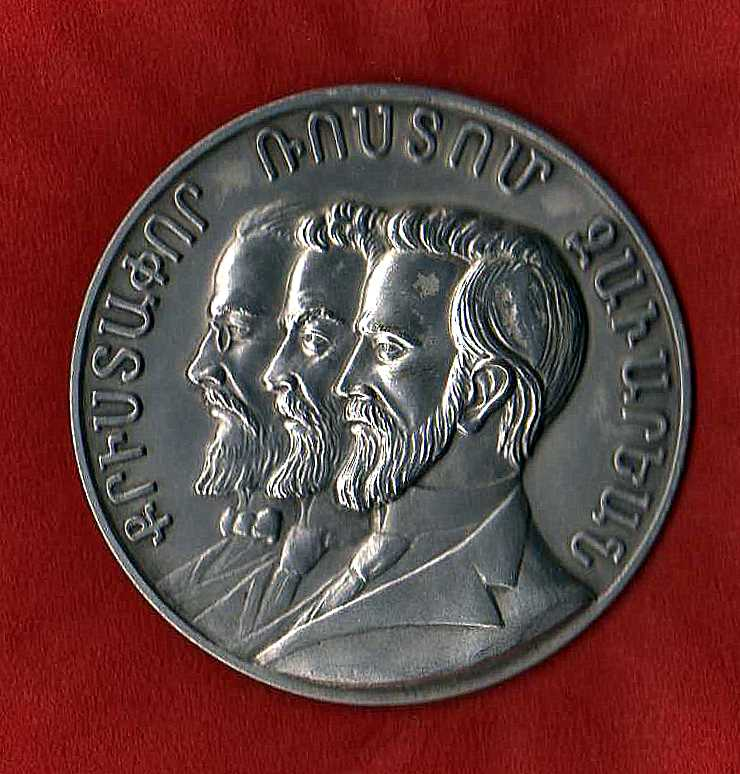
Les trois fondateurs de la FRA : de gauche à droite : Mikaelian, Zorian et Zavarian.

Stepan Zorian (en arménien Ստեփան Զորեան), né à Tzghna en 1867 et mort à Tiflis en 1919, plus connu sous son nom de guerre Rostom (Ռոստոմ), est un révolutionnaire arménien de la fin du XIXe siècle. Il est l'un des fondateurs du parti historique arménien, la Fédération révolutionnaire arménienne, en 1890 avec Simon Zavarian et Christapor Mikaelian.

## Biographie
Stepan Zorian naît en 1867 à Tzghna de Goghtn, en Arménie orientale. Il poursuit ses études à Moscou mais les interrompt avant leur terme et se rend à Tiflis, où il devient activiste et révolutionnaire. Il y rencontre Christapor Mikaelian et Simon Zavarian, avec lesquels il fonde la Fédération révolutionnaire arménienne (FRA) en 1890 ; il est membre de son Bureau occidental et de la rédaction du journal Drochak, publié dès 1892 à Genève.
À partir de 1895, il organise la FRA à Erzurum. Il établit ensuite une coopération en Bulgarie entre la FRA et l'Organisation révolutionnaire intérieure macédonienne, et y fonde une école arménienne avec sa femme, Lisa Melik Shahnazarian. En 1903, il s'installe dans le Caucase et supervise les actions d'auto-défense de la FRA lors des massacres arméno-tatars de 1905-1907 ; il participe également à la révolution constitutionnelle de l'Iran en 1908-1909.
Après la révolution des Jeunes-Turcs en 1908, il s'établit à Erzerum. En 1914, à l'éclatement de la Première Guerre mondiale, il se rend notamment à Pétrograd. En novembre 1917, il est élu à l'Assemblée constituante de Transcaucasie. Il dirige l'auto-défense des Arméniens de Bakou en 1918 avant de fuir en Iran.
Rostom meurt du typhus le 18 janvier 1919 à Tiflis.